# Либигхаус
Ли́бигхаус (нем. Liebieghaus — «Дом Либига») — музей скульптуры во Франкфурте, расположенный на Музейной набережной вдоль реки Майн, в вилле конца XIX века.

## История
Вилла Либигхаус построена в 1896 году по проекту мюнхенского архитектора Ромайса  Леонардо как резиденция барона Генриха фон Либига (нем. Heinrich von Liebieg; 1839—1904), крупного текстильного фабриканта.
В 1907 город выкупил здание, после чего разместил здесь коллекцию скульптуры. Музей открылся в 1909 году, его первым директором стал Георг Сворзенски — он же и начал формировать коллекцию. В 2009 году была закончена реконструкция здания, приуроченная к 100-летнему юбилею музея.

## Коллекция
Музей располагает коллекцией древнегреческой, римской, древнеегипетской скульптуры, произведениями из Восточной Азии. Собрание скульптуры также охватывает периоды европейского Средневековья, барокко, ренессанса, классицизма. Коллекция была сформирована в основном благодаря частным пожертвованиям и закупкам на международных рынках, поэтому в ней сравнительно мало экспонатов, связанных с Франкфуртом и его историей. Иногда проводит персональные и тематические выставки произведений современного искусства.